# Xanthia fucata
Xanthia fucata är en fjärilsart som beskrevs av Eugen Johann Christoph Esper 1788. Xanthia fucata ingår i släktet Xanthia och familjen nattflyn. Inga underarter finns listade i Catalogue of Life.